# Henri Konow

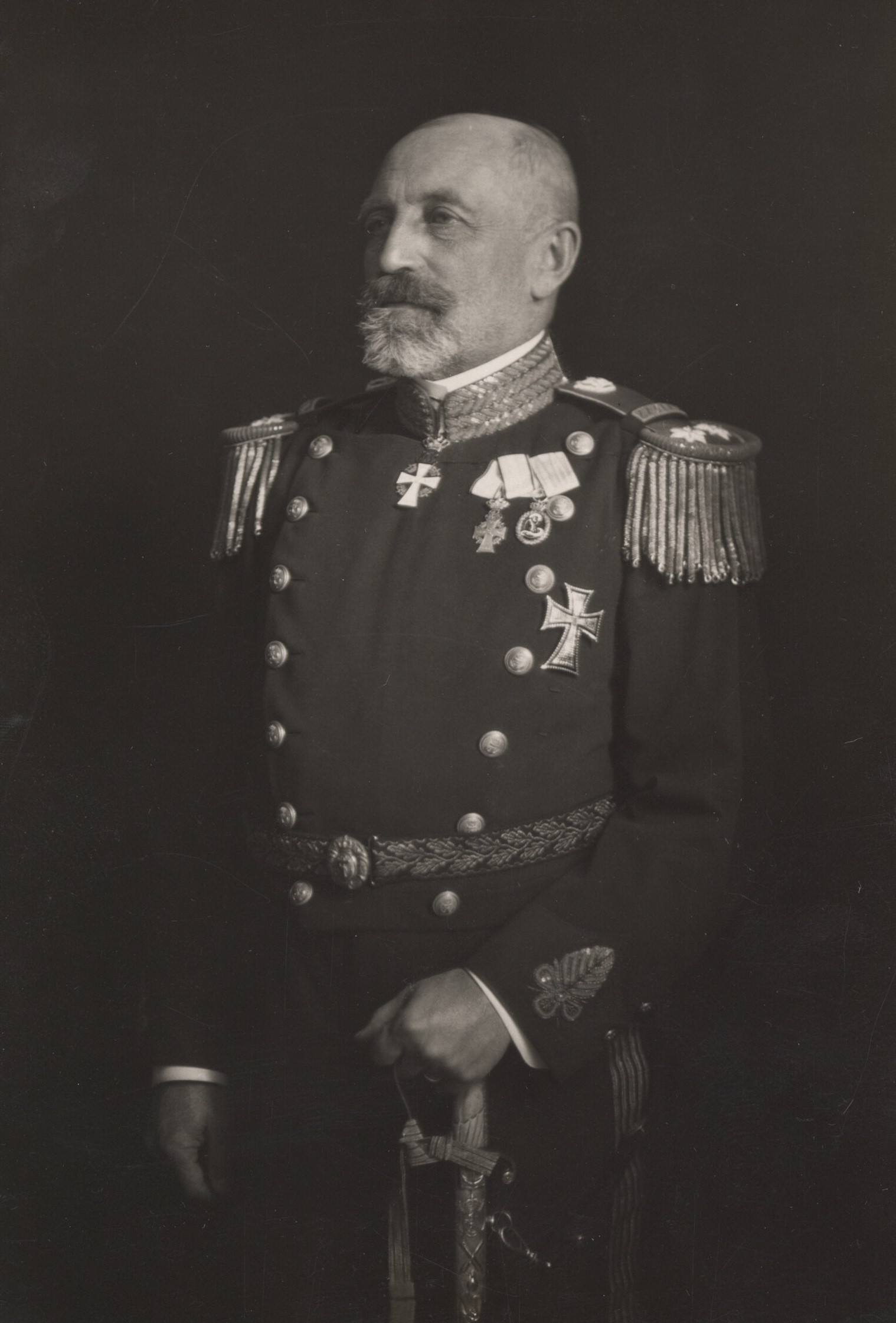
Henri Konow (vor 1931)

Henri Konow (* 7. Februar 1862 in Kopenhagen; † 18. Januar 1939 ebenda) war ein dänischer Vizeadmiral und der letzte Generalgouverneur in Dänisch-Westindien. In der geschäftsführenden Regierung Liebe war er für sechs Tage Außen- und Verteidigungsminister.

## Leben
Konow wurde 1862 als Sohn des Konsuls und Schiffsreeders Hans Jacob Hesselberg Konow (1824–97) und dessen Frau Ida Marie Konow (1836–98), geborene West, geboren. Am 21. Oktober 1892 heiratete er Jacobine Cathrine Margrethe Worsaae (* 28. September 1869; † 17. Juni 1951), Tochter des Museumsdirektors und Kammerherrn J. J. A. Worsaae (1821–1885) und Jacobine S. Grevenkop-Castenschiold (1838–1910).
Konow begann seine militärische Laufbahn 1879 als Kadett der dänischen Marine. 1883 wurde Konow zum Sekondeleutnant, 1884 zum Premierleutnant ernannt. In dieser Zeit tat er auf der Korvette Dagmar Dienst in Westindien. Vom 26. Juli 1886 bis zum 19. Dezember 1889 diente er in der französischen Marine im Mittelmeer und ostasiatischen Gewässern. 1891 bis 1893 tat er wieder auf dem Kadettenschiff Dagmar Dienst. 1897 war er Erster Offizier auf dem Kreuzer Hekla. 1898 war er Führer des Schulschiffes Georg Stage. Vom 9. Mai 1899 bis zum 17. Oktober 1899 war er Chef des Torpedobootes Springeren, welches als Fischerinspektionsboot vor Skagen diente. Danach war er bis 1900 Chef des Gebietsvermessungsbootes Krieger, das zur Fischereinspektion vor Skagen diente, zudem war er 1900 königlicher Kommissar zur Festsetzung von Fischereigrenzen in Heils Minde. Am 29. März 1900 wurde er zum Kapitän ernannt. Vom 19. November 1900 bis zum 14. März 1901 war er Chef des Kanonenbootes Guldborgsund. Anschließend war er bis 1902 mit dem Kreuzer Valkyrien in Westindien. Im selben Jahre diente er auf dem Panzerschiff Odin. Bis 1904 hatte er nacheinander Kommandos über die Torpedoboote Søløven, Havørnen und Havhesten. 1905 war er Chef des Kanonenbootes Falster, einem Übungsschiff für wehrpflichtige Maschinisten. 1906 und 1907 leitete er Gebietsvermessungen in dänischen Gewässern. 1908 war er Erster Offizier des Küstenpanzerschiffes Herluf Trolle. Ab demselben Jahre war er bis 1910 Chef des Schoners Ingolf in Westindien. Am 26. Juni 1910 wurde er zum Kommandør ernannt. Zudem war er im selben Jahre Chef des Wachtschiffes Sjælland, einem Kasernenschiff bei Kopenhagen. Anschließend war er bis 1911 Kommandant der Søværnets-Kaserne und im selben Jahre abermals Chef der Ingolf. Vom 1. Oktober 1911 bis 1915 war er Chef der Ingeniørelevskolen. 1912 war er Chef des Kreuzers und Kadettenschiffes Heimdal. 1913 war er Stabschef im Geschwader. 1914 und 1915 war er Chef der Herluf Trolle, anschließend war er bis 1917 Chef der Valkyrien. Vom 3. Oktober 1916 bis zum 31. März 1917 war er Generalgouverneur von Dänisch-Westindien bis zur Übergabe an die Vereinigten Staaten. Den Verkauf führte er „mit soviel Takt und Geschick aus, dass selbst die Gegner des Verkaufes sich mit dem Verkauf zufrieden geben konnten.“
Vom 1. September 1917 bis zum 15. September 1918 war er Chef des zweiten Geschwaders, vom 28. September bis zum 27. November 1918 des ersten Geschwaders. 1919 und 1920 war er Vorsitzender einer ins Ausland gesandter Marinekommission. Vom 30. März bis zum 5. April 1920 war er Außen- und Verteidigungsminister im Kabinett Liebe, das von König Christian X. während der Osterkrise ernannt wurde. Am 15. Oktober 1920 wurde er zeitgleich zum Konteradmiral und Chef der Kriegswerft ernannt, am 1. April 1923 erfolgte die Ernennung zum Vizeadmiral und Flotteninspekteur, dieses Amt behielt er bis zu seinem Abschied am 7. Februar 1927.
Konow liegt auf dem Friedhof Beldringe begraben.

## Schriften
- I Asiens farvande (1893)

## Auszeichnungen
- 28. Oktober 1895 – Ritter des Dannebrogordens
- 3. Juni 1911 – Ehrenkreuz des Dannebrogordens
- 24. Januar 1917 – Kommandeur 2. Grades des Dannebrogordens
- 29. Januar 1922 – Kommandeur 1. Grades des Dannebrogordens
- 2. April 1925 – Großkreuz des Dannebrogordens

## Endnoten
1. 1 2  Hans Christian Bjerg: Henri Konow. In: Svend Cedergreen Bech, Svend Dahl (Hrsg.): Dansk biografisk leksikon. Begründet von Carl Frederik Bricka, fortgesetzt von Povl Engelstoft. 3. Auflage. Band 8: Kjærulf–Levetzow. Gyldendal, Kopenhagen 1981, ISBN 87-01-77442-5 (dänisch, biografiskleksikon.lex.dk).

| Vorgänger             | Amt                                                         | Nachfolger               |
| --------------------- | ----------------------------------------------------------- | ------------------------ |
| Erik Scavenius        | Dänischer Außenminister 30. März 1920–5. April 1920         | Otto Christian Scavenius |
| Peter Rochegune Munch | Dänischer Verteidigungsminister 30. März 1920–5. April 1920 | Hans Nicolai Thestrup    |

| Personendaten    | Personendaten                                                             |
| ---------------- | ------------------------------------------------------------------------- |
| NAME             | Konow, Henri                                                              |
| KURZBESCHREIBUNG | dänischer Vizeadmiral und letzter Generalgouverneur in Dänisch-Westindien |
| GEBURTSDATUM     | 7. Februar 1862                                                           |
| GEBURTSORT       | Kopenhagen                                                                |
| STERBEDATUM      | 18. Januar 1939                                                           |
| STERBEORT        | Kopenhagen                                                                |